# Eugenia pruinosa
Eugenia pruinosa är en myrtenväxtart som beskrevs av Carlos Maria Diego Enrique Legrand. Eugenia pruinosa ingår i släktet Eugenia och familjen myrtenväxter. Inga underarter finns listade i Catalogue of Life.